# Johan Öberg den yngre
Johan Öberg den yngre, född omkring 1753, död 30 augusti 1781 i Sankt Nikolai församling, Stockholm, var en instrumentmakare i Stockholm. Han tillverkade stråkinstrument, knäppinstrument, klavikord och cembalo.

## Biografi
Johan Öberg drev från 1776 en verkstad tillsammans med sin far Johan Öberg den äldre (1723–1779). Han tog över verkstaden 1779. Samma år blev han även organist i Sankt Nikolai församling i Stockholm. Han hade idéer om att öppna ett nottryckeri i staden.[källa behövs] Han gifte sig 18 maj 1781 i Botkyrka församling med Sara Christina Een. Hon var dotter till komministern Johan Gustaf Een och Sara Maria Falckert.
Johan Öberg avled 30 augusti 1781 i Sankt Nikolai församling i Stockholm och begravdes 2 september samma år.

### Instrument
Öberg byggde förutom stråkinstrument och knäppinstrument även klavikord och cembalo. Hans far hade bara tillverkat stråkinstrument och knäppinstrument. 1780 introducerade han i Sverige en cembalo som hade läderplekra. På den kunde man spela forte och piano samt göra diminuendo och crescendo.
| År   | Instrument                                     | Värde (summa) |
| ---- | ---------------------------------------------- | ------------- |
| 1776 | 15 fioler, 1 cello, 11 cittror och 1 kontrabas | 1700          |
| 1777 | 8 fioler, 10 cittror och 1 harpa               | 144           |